# Prêmio Philippe Chatrier
O Prêmio Philippe Chatrier (em inglês: Philippe Chatrier Award; ou Troféu Philippe Chatrier) é a maior honraria do tênis mundial. Foi criado em 1996 e é concedido anualmente pela Federação Internacional de Tênis (ITF) a pessoas e instituições que trabalham em favor do tênis.
O nome do prêmio é uma homenagem a Philippe Chatrier, que dedicou sua vida a este esporte.

## Lista de homenageados
Esta é a lista de homegeados com o prêmio:
- 1996:  Stefan Edberg
- 1997:  Chris Evert
- 1998:  Rod Laver
- 1999:  Nicola Pietrangeli
- 2000:  Juan Antonio Samaranch
- 2001:  NEC
- 2002:  Jack Kramer
- 2003:  Billie Jean King
- 2004:  Yannick Noah
- 2005:  Tony Trabert
- 2006:  Margaret Court
- 2007:  John McEnroe[4]
- 2008:  Neale Fraser
- 2009:  Martina Navratilova
- 2010:  Gustavo Kuerten[5]
- 2011:  Guy Forget
- 2012:  Arantxa Sanchez Vicario
- 2013:  All England Lawn Tennis Club
- 2014:  Todd Woodbridge e Mark Woodforde
- 2015:  Mary Carillo
- 2016:  Brad Parks
- 2017:  Sergio Casal e Emilio Sanchez
- 2018:  Evonne Goolagong Cawley
- 2019:  Gabriela Sabatini
- 2020:  Manolo Santana e  Fred Stolle